# Waldkuckuckswespe
Die Waldkuckuckswespe (Dolichovespula omissa) ist eine Kuckuckswespe aus der Familie der Faltenwespen in der Ordnung der Hautflügler (Hymenoptera). Sie lebt als Sozialparasit der Waldwespe (Dolichovespula sylvestris).

## Merkmale
Die Wespen erreichen eine Körperlänge von 15 bis 18 Millimetern (Weibchen) bzw. 14 bis 16 Millimetern (Männchen). Sie ist sehr ähnlich zu ihrem Wirt gefärbt, die gelbe Färbung soll ein wenig dunkler sein, die gelbe Binde auf dem Pronotum etwas breiter, sie ist daran aber nicht sicher von dieser unterscheidbar. Der Clypeus ist meist rein gelb, selten mit einem bis drei schwarzen Punkten. Die Art ist als Weibchen von einer Reihe verwandter Arten an den spitzen Vorderecken des Clypeus unterscheidbar. Von ihrer Wirtsart Dolichovespula sylvestris unterscheidet u. a. die dichtere und gröbere Punktierung der unteren Hälfte des Clypeus. Ein charakteristisches Färbungsmerkmal ist, das die Sternite der ersten fünf Segmente des freien Hinterleibs ein gelbes Band tragen, das in der Mitte schwarz unterbrochen ist. Außerdem ist die gelbe Zeichnung an den Schläfen, hinter den Facettenaugen, im Gegensatz zum Wirt in der Mitte durch einen schwarzen Fleck unterbrochen. Der Stachel der Art ist gebogen (derjenige der Wirtsart ist gerade).
Die Männchen sind von den anderen Arten der Gattung Dolichovespula nur durch eine Genitaluntersuchung zu unterscheiden.

## Vorkommen
Die Art besiedelt fast ganz Europa, von Süd-Skandinavien im Norden bis in den nördlichen Mittelmeerraum (Nordspanien bis Bulgarien), fehlt aber auf den Britischen Inseln. Im Osten erreicht sie das europäische Russland, die Türkei (nur Zentral- und Ostanatolien und die Schwarzmeerregion) und den Iran (nur ein gesicherter Fund, 1960 bei Teheran). Angegebene Einzelfunde aus der zentralasiatischen Altai-Region sind unsicher und bedürfen einer Bestätigung.
Sie besiedelt verschiedene offene Lebensräume, lichte Wälder und Waldränder. Sie kommt in Mitteleuropa selten vor und fliegt von Mitte Juni bis Anfang September. Junge Weibchen der neuen Generation fliegen ab Mitte Juli, die Männchen ab Ende Juni. Die Art tritt in Mitteleuropa bevorzugt in den Mittelgebirgen, in höheren Lagen, auf. Sie ist in Deutschland zerstreut verbreitet, regional selten, aber mit soweit erkennbar nicht abnehmender Bestandsdichte. In der Roten Liste für Deutschland gilt sie als mäßig häufig und ungefährdet.

## Lebensweise
Die Waldkuckuckswespe ist ein Sozialparasit der Waldwespe. Man findet die Tiere gelegentlich in großen Gruppen auf Doldenblütlern. Ihre Lebensweise ist weitgehend unbekannt.

## Taxonomie und Systematik
Die Art wurde zuerst von Adolph Schenck 1861 als Vespa tripunctata beschrieben, dieser Name ist allerdings nicht verfügbar (jüngeres Homonym von Vespa tripunctata Fabricius, 1787). Der russische Forscher Alexei Andrejewitsch Birula benannte sie 1930 „Vespula norvegica saxonica morpha ingrica“, auch dieser Name ist nicht verfügbar, da nicht nach den Regeln der ICZN gebildet. Deshalb muss die Art, nach einer Beschreibung als Vespa omissa durch den Entomologen Hans Bischoff im Jahr 1931, Vespula omissa genannt werden. Als Typuslokalitäten werden Thüringen und Tirol angegeben. Entgegen älterer Vermutungen ist innerhalb der Gattung Dolichovespula nicht ihre Wirtsart Dolichovespula sylvestris die nächstverwandte Art. Als Schwesterart wurde nach morphologischen Merkmalen Dolichovespula adulterina (also eine andere Kuckuckswespe) ermittelt, nach genetischen Daten eine Klade aus dieser und Dolichovespula arctica.